# Municipio de Grant (condado de Greene, Indiana)
El municipio de Grant (en inglés: Grant Township) es un municipio ubicado en el condado de Greene en el estado estadounidense de Indiana. En el año 2010 tenía una población de 739 habitantes y una densidad poblacional de 11,59 personas por km².

## Geografía
El municipio de Grant se encuentra ubicado en las coordenadas 39°2′37″N 87°5′9″O / 39.04361, -87.08583. Según la Oficina del Censo de los Estados Unidos, el municipio tiene una superficie total de 63.75 km², de la cual 63,68 km² corresponden a tierra firme y (0,11 %) 0,07 km² es agua.

## Demografía
Según el censo de 2010, había 739 personas residiendo en el municipio de Grant. La densidad de población era de 11,59 hab./km². De los 739 habitantes, el municipio de Grant estaba compuesto por el 97,29 % blancos, el 0,27 % eran afroamericanos, el 0,14 % eran amerindios, el 0,54 % eran asiáticos, el 0,95 % eran de otras razas y el 0,81 % eran de una mezcla de razas. Del total de la población el 1,22 % eran hispanos o latinos de cualquier raza.